# جاستن توك
جاستن توك (بالإنجليزية: Justin Tuck)‏ هو لاعب كرة قدم أمريكية أمريكي، ولد في 29 مارس 1983 في كيليتون في الولايات المتحدة.

## وصلات خارجية
- جاستن توك على موقع مرجع كرة القدم المحترفة.كوم (الإنجليزية)